# Chiesa rupestre del Crocifisso
La chiesa rupestre del Crocifisso o chiesa delle grotte Crocifisso è un antico oratorio sito nel territorio comunale di Carlentini.

## La chiesa

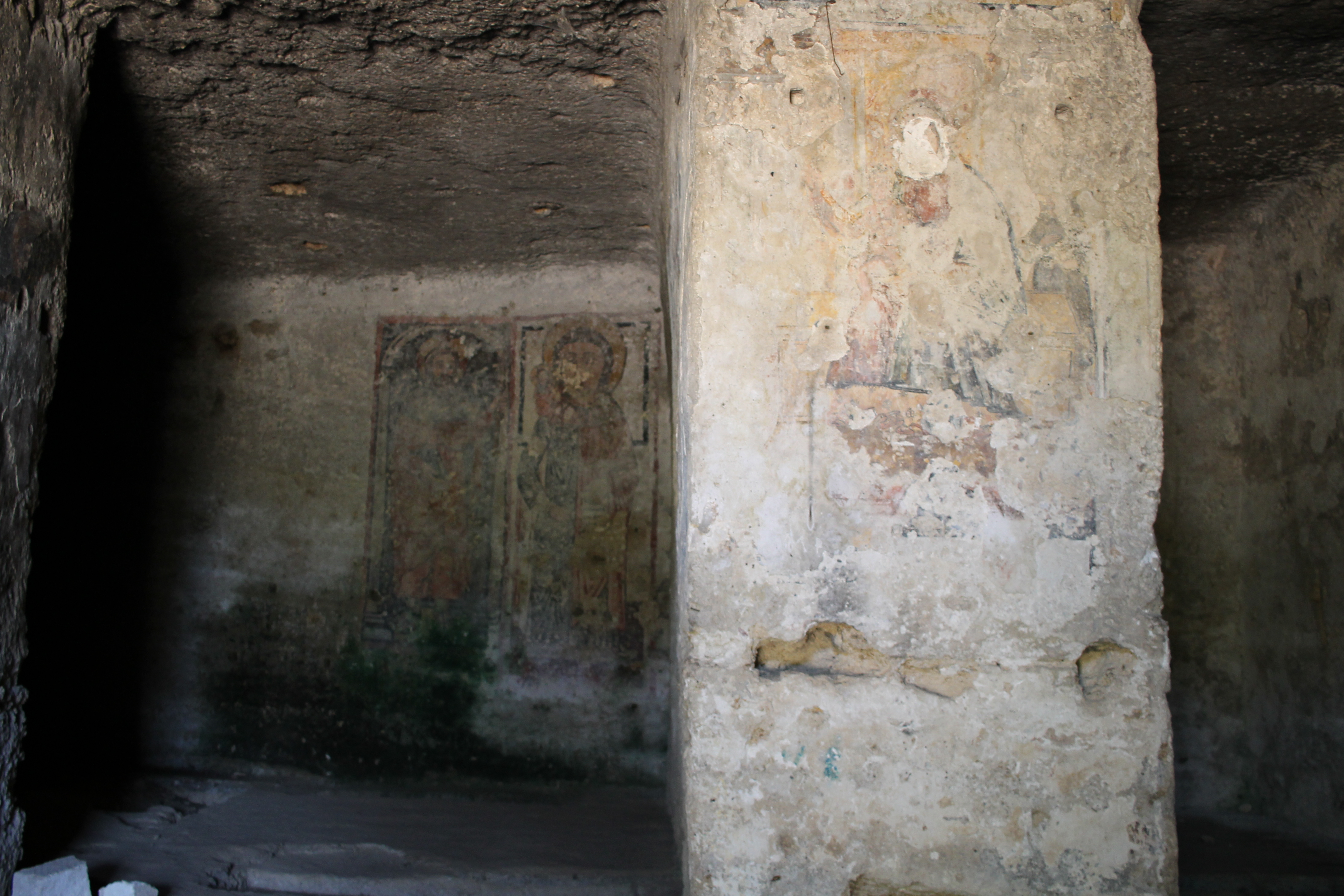
Gli affreschi della grotta

La chiesa rappresenta una tipologia ecclesiastica cosiddetta “rupestre” (grotte o cavità naturali usate come abitazione o luogo di culto), oltre che essere un calzante esempio di convivenza di due culti: quello greco e quello latino. Si tratta di un complesso abbastanza articolato, formato in origine da due vani quadrati simmetrici ed affiancati (VII sec. a.C.) che col tempo ha subito ampliamenti e modifiche.
Allo stato attuale, si accede da un portale datato 1764, ma l'ingresso originario era quello che oggi si presenta come una finestra e che immetteva nel nartece (area destinata ai catecumeni e penitenti), che precede l'ingresso alla navata; nell'ambiente si può vedere un nicchione ad arco con altare, due ossari (XV sec. circa), mentre, al di sotto di una grata sul pavimento, troviamo una cripta con 16 sedili sepolcrali con purificatori (XVI – XVII sec.).
Un breve “ambulacro” (disimpegno che univa i due ambienti) immetteva il fedele alla navata; nella parete destra dell'ambulacro vi è una conca scavata nella roccia che conteneva il “Chantharus” (una sorta di acquasantiera).
L'ambiente della navata è quello che sicuramente affascina di più del luogo, potendo ammirare al suo interno, ancora, pareti quasi del tutto ricoperte con cicli di affreschi a palinsesto databili tra il XII e il XVII sec. Ciò che più colpisce è sicuramente l'altare di Est (secondo il culto orientale), dove possiamo ammirare uno splendido affresco del Cristo Pantocratore, databile intorno al XIII sec., oltre che la suggestiva parete delle “Mater Domini”, posta a nord, dove i differenti stili e periodi si intrecciano. All'interno è possibile osservare anche le rappresentazioni iconografiche di Santa Elisabetta, San Leonardo, San Giovanni Battista, San Nicola, Santo Stefano, un santo a cavallo,una santa monaca, San Pietro e un santo vescovo (probabilmente San Neofito), San Cristoforo, un Cristo viandante. Inoltre è possibile vedere la scena della Crocifissione sulla parete est.
Un tempo nella parete opposta era possibile ammirare la Deposizione di Cristo, oggi ricolloccato nella parete ovest dopo essere stato restaurato e custodito all'interno del Museo Archeologico di Lentini.

## Il restauro e la valorizzazione
Grazie all’impegno delle associazioni locali di volontariato, che hanno supportato l’inserimento della chiesa rupestre nel censimento indetto dal Fondo Ambiente Italiano e Intesa Sanpaolo, la chiesa è stata votata come uno dei Luoghi del cuore. per due campagne consecutive. Ciò ha favorito l'attenzione verso questo bene e consentito l'esecuzione di diversi interventi di conservazione. 
Il primo ha interessato il restauro di una teoria dei Santi inaugurato ad Ottobre 2018. Nello stesso anno fu restaurato l'affresco della Madonna del Latte, intervento conclusosi nel febbraio 2019. Nel 2019,inoltre, è stato oggetto di un intervento conservativo anche l'affresco raffigurante San Pietro. Nel Febbraio 2020, grazie ad un ulteriore finanziamento del FAI , è  stato avviato il restauro dell'affresco absidale con il Cristo Pantocratore, concluso con l'inaugurazione avvenuta il 22 marzo 2022 alla presenza dei vertici del FAI e delle autorità cittadine
L’apertura al pubblico e la sua fruizione, avvengono secondo date e modalità prestabilite dai volontari, durante tutto l’anno, oltre che in occasione delle giornate primavera del FAI